# Чкаловский район (Таджикистан)
Чкаловский район (тадж. ноҳияи Чкалов) — административно-территориальная единица в составе Ленинабадской области, существовавшая в 1941—1950 годах. Площадь района по данным 1947 года составляла 0,3 тыс. км².
Чкаловский район был образован в составе Ленинабадской области Таджикской ССР 14 мая 1941 года. В его состав были включены Аучи-Калачинский, Исписарский, Катаганский и Костакозский кишлачные советы Ленинабадского района.
9 февраля 1944 года центр района Чкалов получил статус рабочего посёлка.
19 сентября 1950 года Чкаловский район был упразднён, а его территория передана в Ленинабадский район.